# Tianwen-1
Tianwen-1 (TW-1 ) is een interplanetaire missie van de China National Space Administration (CNSA) om een robotachtig ruimtevaartuig naar Mars te sturen, bestaande uit een orbiter, een inzetbare camera, een lander en de Zhurong-rover. De missie werd met succes gelanceerd vanaf de lanceerbasis in Wenchang op 23 juli 2020 met een Lange Mars 5-lanceervoertuig en bevond zich sinds 10 februari 2021 in een baan rond Mars. De rover is op 14 mei 2021 met succes geland op Mars.
De naam Tianwen, dat 'vragen aan de hemel' of 'zoektocht naar hemelse waarheid' betekent, komt van het gedicht met dezelfde naam geschreven door Qu Yuan (ongeveer 340–278 v.Chr.), een dichter uit het oude China.

## Missiedoelstellingen
De doelstellingen van de missie zijn onder meer het zoeken naar bewijs van huidig en vroeger leven, het maken van oppervlaktekaarten, het karakteriseren van de bodemsamenstelling en de waterijsverdeling, en het onderzoeken van de atmosfeer van Mars, en in het bijzonder de ionosfeer ervan. 
Tianwen-1 zal ook steen- en grondmonsters verzamelen die later opgehaald kunnen worden door een andere missie.

## Marsrover
De Zhurong-rover als onderdeel van de Tianwen-1-missie is op 14 mei 2021 om 23:18 UTC succesvol geland op Mars.

### Internationale reacties
- Thomas Zurbuchen, directeur ("Associate Administrator") van het Directoraat Wetenschapsmissies van NASA, reageerde: "Samen met de wereldwijde wetenschapsgemeenschap kijk ik uit naar de belangrijke bijdragen die deze missie zal leveren aan de kennis die de mensheid heeft over de rode planeet".[6]
- Dmitry Rogozin, directeur-generaal van Roskosmos, reageerde: "De landing van dit Chinese ruimtetuig op het oppervlak van Mars is een groot succes van het Chinese fundamenteel ruimte-onderzoeksprogramma".[7]